# 柳州机车车辆
柳州机车车辆有限公司，2018年7月公司制改革前称柳州机车车辆厂，简称“柳厂”、“柳车”，是中国南方铁路机车车辆修理的重要基地，工厂位于广西柳州市西郊鹅山街道，现主营铁路机车车辆维修。1997年11月划归柳州铁路局管辖，现为南宁铁路局集团公司下属企业

## 历史
抗战胜利后，湘桂黔铁路工程局先后复建麻尾机厂、苏桥机厂（后改为苏桥车辆工厂），但因设备简陋，仅能担负该局机车、车辆修理。1946年，湘桂黔铁路工程局在柳州兴建一座较大规模的机车、车辆修理与制造兼备的柳州机厂，同年12月在柳州鹅山地区征地，开始筹建，至1949年11月25日柳州解放时，工厂仍未竣工。 
1950年1月， 柳州机厂更名为柳州铁路工厂，归衡阳铁路管理局柳州铁路分局管理，并将麻尾机厂、苏桥车辆工厂和金城江器材整理站并入该厂。1950年，工厂扩建改造，使之形成生产能力，以担任西南地区的机车、车辆修理任务。1952年扩建工程因改变计划停工。1952年9月，工厂划归铁道部机车车辆修理局领导。1952年12月，改属铁道部机车车辆制造局领导。1953年8月，工厂改归第一机械工业部机车车辆工业管理局领导，改称第一机械工业部柳州工厂。1954年4月，工厂拨归柳州铁路管理局领导。1955年8月，工厂撤销，人员、设备调往局内20多个单位。 
1958年9月，柳州铁路局在柳州铁路工厂原址成立柳州机车车辆配件工厂。1959年4月由柳州机车车辆配件工厂、柳州铁路局桥梁厂铸造车间、柳州机务段架修部分、麻尾机务段调来人员组建柳州铁路机车车辆修理工厂，负责机车大、中、架修，车辆大、中修及机车、车辆配件生产。1950年9月，按规划对工厂进行第二次较大规模扩建。 1959年12月，该厂恢复柳州铁路工厂这一名称。1963年扩建完成，初步具备蒸汽机车大、中修生产能力。
1965年1月1日，柳州铁路工厂改名为铁道部柳州机车车辆工厂，上划铁道部直接领导，浦镇工厂的全部蒸汽机车修理设备及人员迁入。1965年3月，按年修100台蒸汽机车的生产能力进行扩建，1966年竣工。主要承担中南、西南地区铁路蒸汽机车和 客车修理任务的全民所有制大型企业。1967年5月，工厂按年修120台蒸汽机车的规模进行调整充实扩建。1978年5月，扩建工程竣工，工业总产值由1972年的767.2万元增加到1978年的1395万元。1983年2月，国家计委批复同意柳州机车车辆工厂按年修500辆客车的生产能力，扩建客车修理系统。 1986年9月，扩建工程正式开工。1989年，主体工程基本完工，客车厂修系统投入试生产。1998年开发柴油机车厂修。至1992年，客车修理系统扩建工程所有大、中型项目基本完成。1992年，柳州机车车辆工厂完成厂修机车277台，厂修客车270辆，实现工业总产值4799 万元。 全厂有修理、机械、动力等设备2601台，拥有大型、精密、专用设备128台，设备固 定资产6262万元。1994年开始对22型、25型普通客车加装客车空调装置的设计改造工作以来，先后为柳州局、广州局、昆明局、乌鲁木齐局进行了客车加装改造，改造的车种有硬座车、硬卧车、软座车、软卧车、餐车、公务车、试验车、医疗车、救援车等各种客车。

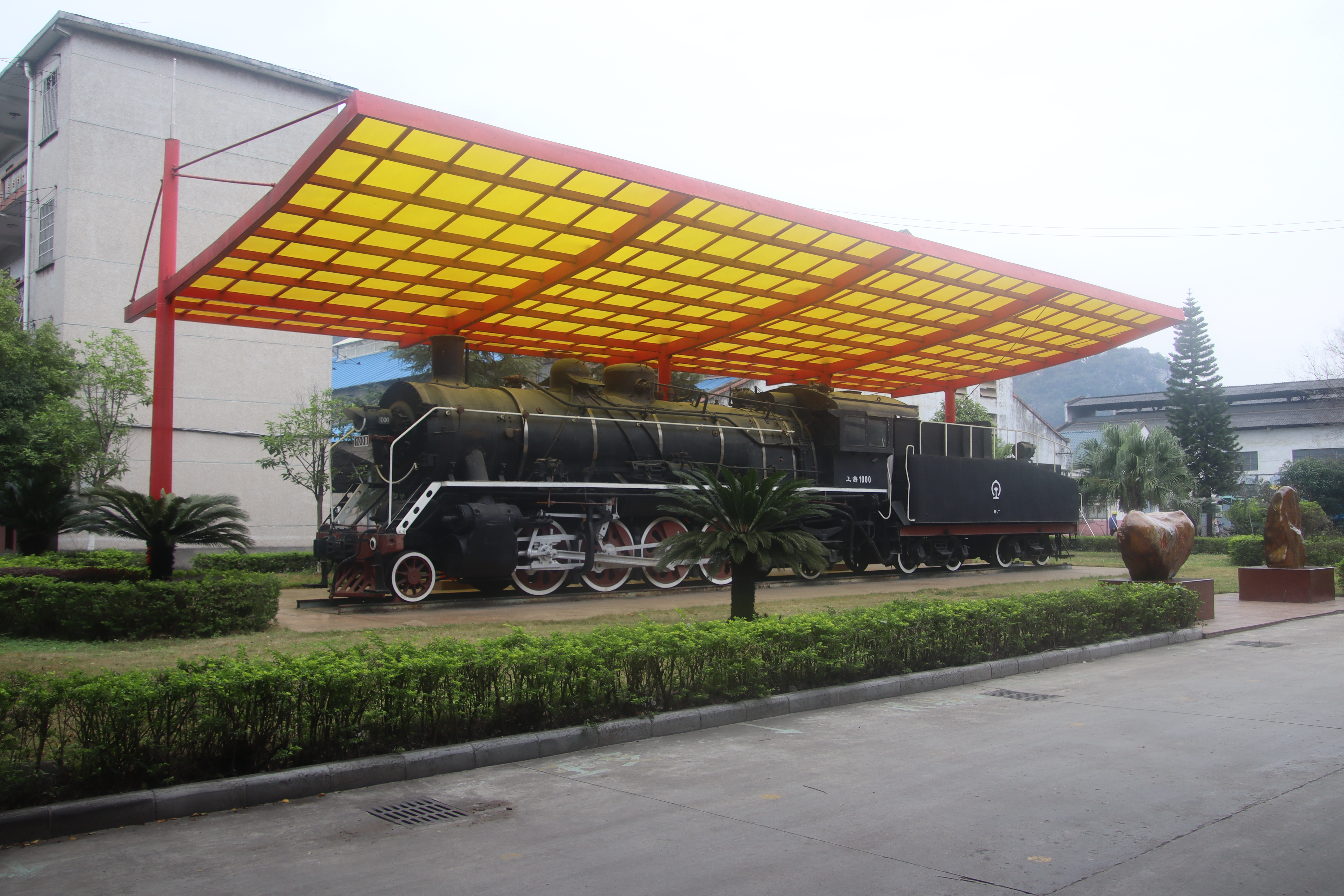
在厂内展示的上游型列车

自1989年开始客车修理以来，生产规模逐年扩大。由原来单一的22型客车厂修发展到22型、25型各种硬座车、硬卧车、软座车、软卧车、餐车、行李车、邮政车、双层客车、发电车以及公务车、试验车、医疗车等普通车型和特种专用车型厂修。内燃机车于1997年开始试修，至今具备DF4系列、DF5、DF7C、DF7D、DF12、DF8B型等系列内燃机车；2005年开发电力机车厂修，SS7、SS3、SS3B型等系列电力机车的厂修资质。现已形成年修200台内燃机车、电力机车的能力。1999年8月，经铁道部运输局批准，开始了货车的修理，现已具备了C62、C64、C60、C70、P62、P64、P70等系列货车年修3000辆的能力。
公司年大中修机车200台，各类客车1200多辆，货车3000多辆，系全路唯一集机车、客车、货车和轨道车修理于一身的企业。2017年销售收入17.24亿元（含多经），最近10年基本保持10%左右的增长。
2018年7月，柳州机车车辆厂改制为柳州机车车辆有限公司。
2023年，柳车公司开始承接既有硬座车改造为卧铺车的项目，截至2024年已承接过包括硬座改硬卧、硬座改软卧在内的改装项目。

## 维修产品

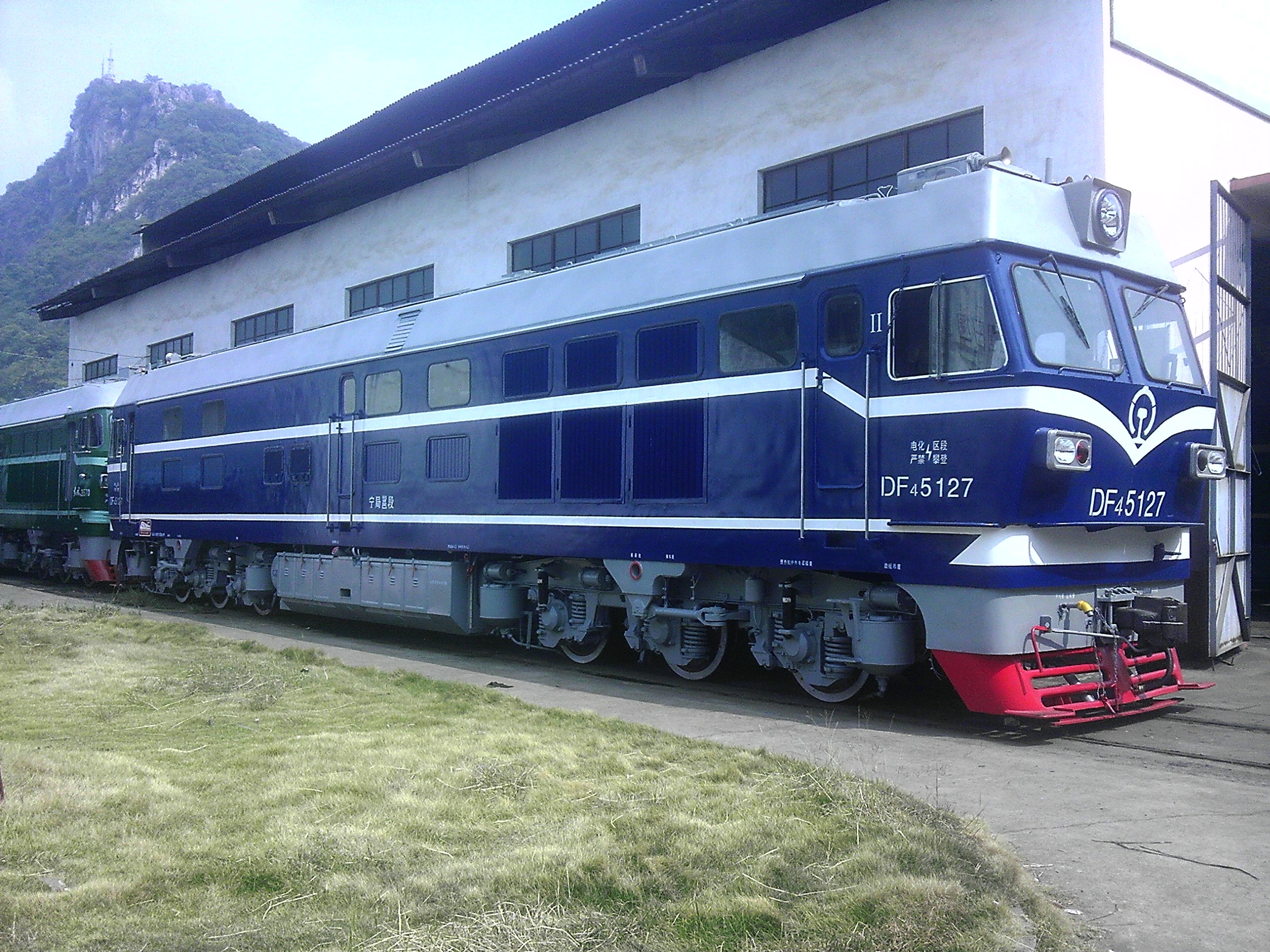
在柳州机车车辆厂维修的东风4C型柴油机车

### 铁路机车
- 东风4B型柴油机车
- 东风4C型柴油机车
- 东风4D型柴油机车
- 东风5型柴油机车
- 东风7D型柴油机车
- 韶山3型电力机车
- 韶山3B型电力机车
- 韶山7型电力机车
- 韶山7B型电力机车

### 铁路车辆

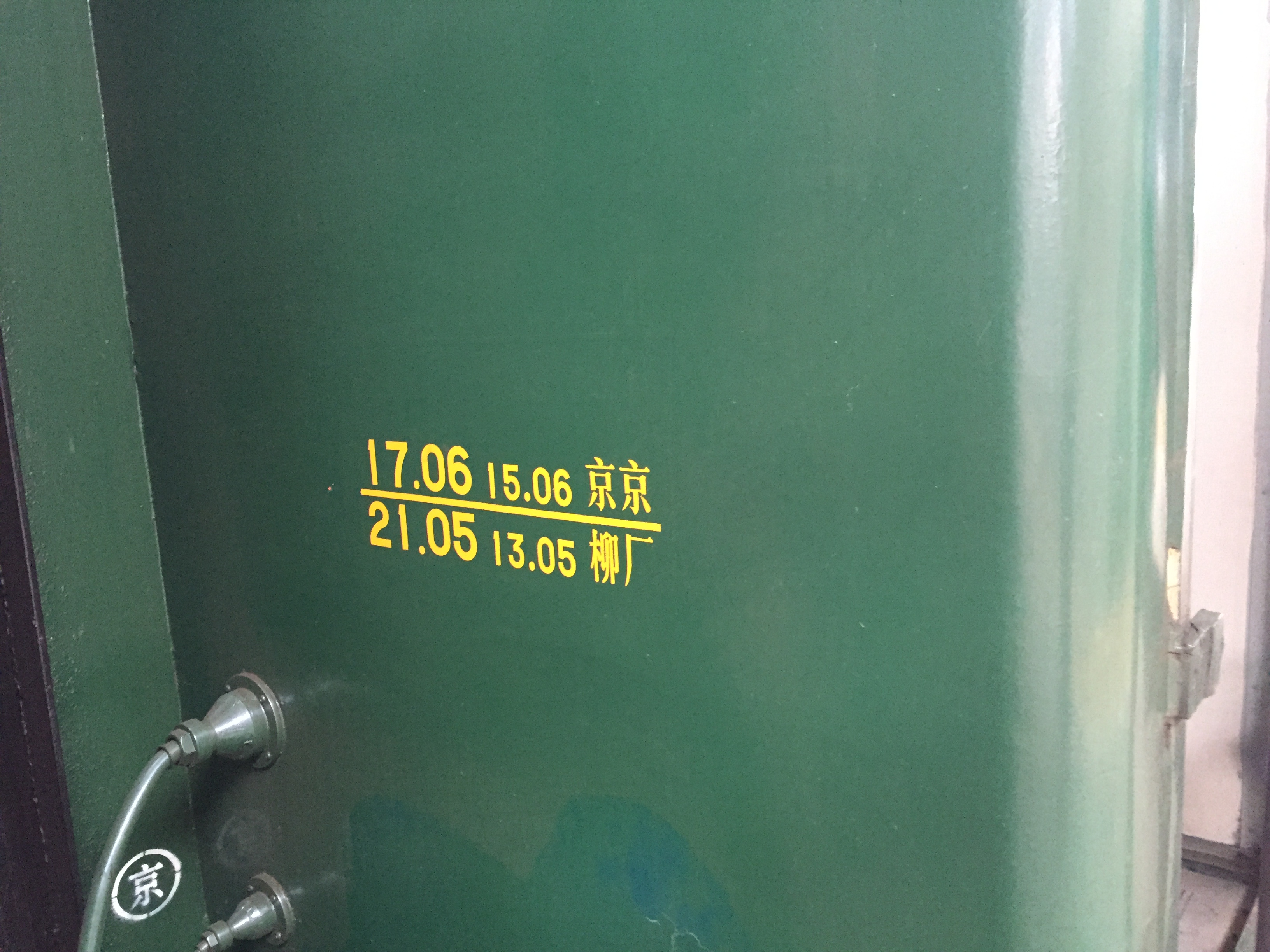
一辆YW_{22B}型硬卧车的厂修记录，可见该车曾于2013年5月在柳州机车车辆厂进行厂修

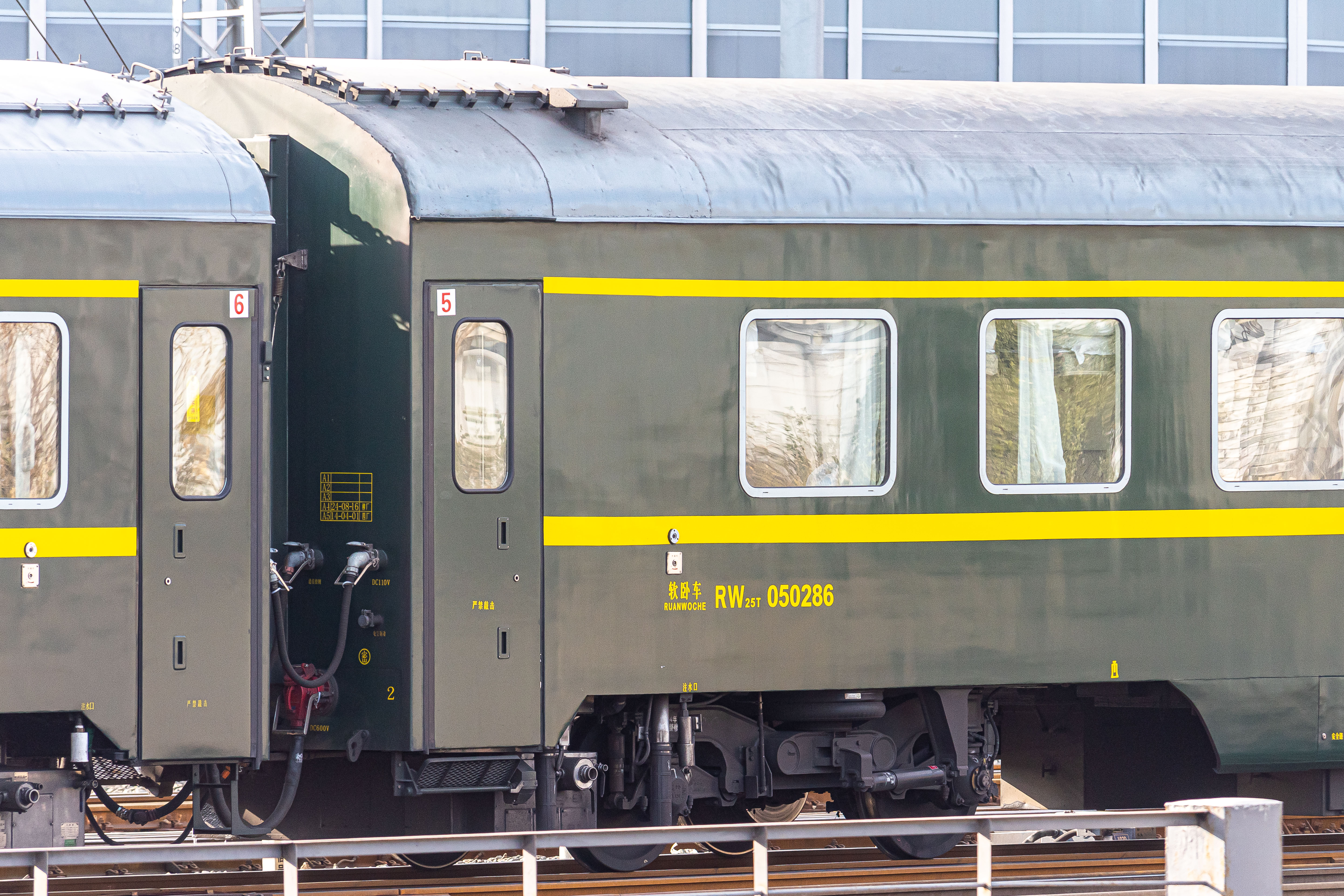
Z5/6次列车编组中配属广西沿海铁路的RW_{25T}型软卧车，厂修记录中“A4级修”一栏标有“柳厂”字样，表明其曾于2024年8月在柳州机车车辆厂进行大修，而当时柳厂承接了9辆YZ25T型硬座车改造为软卧车的工程

- 中国铁路22型客车
- 中国铁路25B型客车
- 中国铁路25G型客车
- 中国铁路25K型客车
- 中国铁路25T型客车
- 各类敞车、平车、棚车、罐车、机械冷藏车等。

## 铁路文化
由于某些铁路局的25G型空调客车备用量十分不足，所以会选择把原本没有空调的25B型硬座车和硬卧车加装车顶集中单元式空调机、柴油机、发电机、油箱等装置，将其改造成带空调的自供电客车。或者直接加装AC380V交流电供电线路以容许空调发电车集中供电，还换成与25G型一样的红白色涂装，亦即是将25B型改造成25G型空调客车，编挂到大列空调车编组中运用，这种改装车在南宁铁路局中尤其多，车号大多保留不变。但改装后硬座车定员依然是原来的128人，而非25G型的118人，此类车辆改装大多由此厂进行。故南宁铁路局得名"二手局",该厂也因此出名.

## 备注
1. ↑  这两个简称在厂内同时存在。